# Les Essards-Taignevaux
Les Essards-Taignevaux település Franciaországban, Jura megyében. Lakosainak száma 247 fő (2022. január 1.). Les Essards-Taignevaux Asnans-Beauvoisin, Chaînée-des-Coupis, Chêne-Bernard, Les Hays, Rye és Mouthier-en-Bresse községekkel határos.

## Népesség
A település népességének változása:
| Lakosok száma | 210  | 163  | 204  | 235  | 263  | 265  | 260  | 256  | 251  | 247  |
|               | 1968 | 1982 | 1990 | 2006 | 2013 | 2015 | 2017 | 2019 | 2020 | 2022 |